# Isotopes du phosphore
Le phosphore (P, numéro atomique 15) possède 23 isotopes connus, de nombre de masse variant de 24 à 46. Un seul est stable,  31P, faisant du phosphore un élément monoisotopique. Cet isotope étant le seul présent de la nature, le phosphore est également un élément mononucléidique, et on lui attribue donc une masse atomique standard de 30,973762(2) u.
Les radioisotopes du phosphore ayant les plus longues vies sont 33P (demi-vie de 25,34 jours) et 32P (14,263 jours). Tous les autres isotopes une demi-vie inférieure à 2,5 minutes, et la plupart d'entre eux inférieure à une seconde. À l'heure actuelle, le radioisotope le moins stable est 25P  avec une demi-vie inférieure à 30 nanosecondes, mais la demi-vie du 24P reste inconnue.
Les radioisotopes les plus légers (25P et 24P) se désintègrent par émission de proton en isotopes du silicium. Ceux un peu plus lourds, mais toujours plus légers que 31P, principalement par émission de positon (β+) également en isotopes du silicium, et beaucoup plus rarement par désintégrations conjuguées en isotopes de l'aluminium ou du magnésium. Les radioisotopes plus lourds que 31P se désintègrent par radioactivité β− en isotopes du soufre.

## Isotopes notables

### Phosphore 32
Le phosphore 32 (32P) est l'isotope du phosphore dont le noyau est constitué de 15 protons et de 17 neutrons. Il se désintègre en émettant une particule β− (1,71 MeV) en 32S avec une demi-vie de 14,263 jours. Il est utilisé couramment en laboratoire, principalement pour produire de l'ADN ou de l'ARN radiomarqué utilisé par exemple dans les méthodes Northern blot et Southern blot. Comme les particules bêta à haute énergie produites peuvent pénétrer la peau et la cornée, et parce que tout 32P ingéré, inhalé, ou absorbé est facilement incorporé dans les os et les acides nucléiques, il est nécessaire de porter une blouse, des gants en plastique jetables et des lunettes de protections lorsqu'on travaille avec 32P. De plus, du fait de la haute énergie des particules bêta, la radioprotection habituelle effectuée avec des matériaux denses (plomb par exemple) provoque des émissions secondaires de rayons X par un procédé connu sous le nom de Bremsstrahlung ou rayonnement continu de freinage. En conséquence, la radioprotection doit être effectuée avec des matériaux peu denses, comme le polyméthacrylate de méthyle, le bois ou l'eau.
Cet isotope présente une anomalie dans le spectre β.

### Phosphore 33
Le phosphore 33 (33P) est l'isotope du phosphore dont le noyau est constitué de 15 protons et de 18 neutrons. Il se désintègre en émettant une particule β− (0,25 MeV) en 33S avec une demi-vie 25,34 jours. Il est utilisé en laboratoire dans des applications où l'émission bêta à faible énergie est avantageuse, comme pour le séquençage de l'ADN. Il peut aussi être utilisé pour marquer des nucléotides. Moins énergétique que 32P, il offre une meilleure résolution. Il est par contre plus cher que le 32P, le bombardement de 31P par des neutrons produisant principalement 32P. Son activité spécifique maximale est de 189 TBq.mol−1.

## Table des isotopes
| Symbole de l’isotope | Z (p) | N (n) | Masse isotopique (u) | Demi-vie        | Mode(s) de désintégration | Isotope(s) fils | Spin nucléaire |
| -------------------- | ----- | ----- | -------------------- | --------------- | ------------------------- | --------------- | -------------- |
| 24P                  | 15    | 9     | 24,03435(54)#        | inconnue        | p (> 99,9 %)              | 23Si            | (1+)#          |
| 24P                  | 15    | 9     | 24,03435(54)#        | inconnue        | β+ (< 0,1 %)              | 24Si            | (1+)#          |
| 25P                  | 15    | 10    | 25,02026(21)#        | <30 ns          | p                         | 24Si            | (1/2+)#        |
| 26P                  | 15    | 11    | 26,01178(21)#        | 43,7(6) ms      | β+ (98,1 %)               | 26Si            | (3+)           |
| 26P                  | 15    | 11    | 26,01178(21)#        | 43,7(6) ms      | β+, 2p (1,0 %)            | 24Mg            | (3+)           |
| 26P                  | 15    | 11    | 26,01178(21)#        | 43,7(6) ms      | β+, p (0,09 %)            | 25Al            | (3+)           |
| 27P                  | 15    | 12    | 26,999230(28)        | 260(80) ms      | β+ (99,93 %)              | 27Si            | 1/2+           |
| 27P                  | 15    | 12    | 26,999230(28)        | 260(80) ms      | β+, p (0,07 %)            | 26Al            | 1/2+           |
| 28P                  | 15    | 13    | 27,992315(4)         | 270,3(5) ms     | β+ (99,99 %)              | 28Si            | 3+             |
| 28P                  | 15    | 13    | 27,992315(4)         | 270,3(5) ms     | β+, p (0,0013 %)          | 27Al            | 3+             |
| 28P                  | 15    | 13    | 27,992315(4)         | 270,3(5) ms     | β+, α (8,6×10−4 %)        | 24Mg            | 3+             |
| 29P                  | 15    | 14    | 28,9818006(6)        | 4,142(15) s     | β+                        | 29Si            | 1/2+           |
| 30P                  | 15    | 15    | 29,9783138(3)        | 2,498(4) min    | β+                        | 30Si            | 1+             |
| 31P                  | 15    | 16    | 30,97376163(20)      | Stable          | Stable                    | Stable          | 1/2+           |
| 32P                  | 15    | 17    | 31,97390727(20)      | 14,263(3) j     | β−                        | 32S             | 1+             |
| 33P                  | 15    | 18    | 32,9717255(12)       | 25,34(12) j     | β−                        | 33S             | 1/2+           |
| 34P                  | 15    | 19    | 33,973636(5)         | 12,43(8) s      | β−                        | 34S             | 1+             |
| 35P                  | 15    | 20    | 34,9733141(20)       | 47,3(7) s       | β−                        | 35S             | 1/2+           |
| 36P                  | 15    | 21    | 35,978260(14)        | 5,6(3) s        | β−                        | 36S             | 4-#            |
| 37P                  | 15    | 22    | 36,97961(4)          | 2,31(13) s      | β−                        | 37S             | 1/2+#          |
| 38P                  | 15    | 23    | 37,98416(11)         | 0,64(14) s      | β− (88 %)                 | 38S             |                |
| 38P                  | 15    | 23    | 37,98416(11)         | 0,64(14) s      | β−, n (12 %)              | 37S             |                |
| 39P                  | 15    | 24    | 38,98618(11)         | 190(50) ms      | β− (74 %)                 | 39S             | 1/2+#          |
| 39P                  | 15    | 24    | 38,98618(11)         | 190(50) ms      | β−, n (26 %)              | 38S             | 1/2+#          |
| 40P                  | 15    | 25    | 39,99130(15)         | 153(8) ms       | β− (70 %)                 | 40S             | (2-,3-)        |
| 40P                  | 15    | 25    | 39,99130(15)         | 153(8) ms       | β−, n (30 %)              | 39S             | (2-,3-)        |
| 41P                  | 15    | 26    | 40,99434(23)         | 100(5) ms       | β− (70 %)                 | 41S             | 1/2+#          |
| 41P                  | 15    | 26    | 40,99434(23)         | 100(5) ms       | β−, n (30 %)              | 40S             | 1/2+#          |
| 42P                  | 15    | 27    | 42,00101(48)         | 48,5(15) ms     | β− (50 %)                 | 42S             |                |
| 42P                  | 15    | 27    | 42,00101(48)         | 48,5(15) ms     | β−, n (50 %)              | 41S             |                |
| 43P                  | 15    | 28    | 43,00619(104)        | 36,5(15) ms     | β−, n                     | 42S             | 1/2+#          |
| 44P                  | 15    | 29    | 44,01299(75)#        | 18,5(25) ms     | β−                        | 44S             |                |
| 45P                  | 15    | 30    | 45,01922(86)#        | 8# ms [>200 ns] | β−                        | 45S             | 1/2+#          |
| 46P                  | 15    | 31    | 46,02738(97)#        | 4# ms [>200 ns] | β−                        | 46S             |                |

1. ↑  Isotopes stables en gras.
2. ↑  Possède un halo à un proton.
3. ↑  Premier radioisotope synthétique découvert[3].

### Remarques
- Les valeurs marquées # ne sont pas purement dérivées des données expérimentales, mais aussi au moins en partie à partir des tendances systématiques. Les spins avec des arguments d'affectation faibles sont entre parenthèses.
- Les incertitudes sont données de façon concise entre parenthèses après la décimale correspondante. Les valeurs d'incertitude dénotent un écart-type, à l'exception de la composition isotopique et de la masse atomique standard de l'IUPAC qui utilisent des incertitudes élargies[4].